# تاماس موشاي
تاماس موشاي (بالمجرية: Mocsai Tamás) مواليد 9 ديسمبر 1978 في بودابست، هو لاعب كرة يد مجري يلعب كظهير أيمن. يلعب حاليا مع نادي فيسبرم لكرة اليد ويحمل الرقم 5. مثل منتخب المجر لكرة اليد. شارك في دورة الألعاب الأولمبية الصيفية سنة 2004.

## المسيرة الاحترافية
لعب مع نادي لمغو لكرة اليد في الدوري الألماني من سنة 2006 إلى 2010، ثم لعب مع نادي فلنسبورغ هاندفيت لكرة اليد من سنة 2010 إلى 2012، ثم انضم إلى نادي هانوفر بورغدورف لكرة اليد في الدوري الألماني في موسم 2012–2013، ثم لعب مع نادي فيسبرم لكرة اليد في موسم 2013–2014.

## سجل المنافسة
شارك في البطولات التالية:
- بطولة العالم لكرة اليد للرجال 2007
- بطولة العالم لكرة اليد للرجال 2009
- بطولة العالم لكرة اليد للرجال 2011
- بطولة العالم لكرة اليد للرجال 2013
- بطولة أوروبا لكرة اليد للرجال 2004
- بطولة أوروبا لكرة اليد للرجال 2008
- بطولة أوروبا لكرة اليد للرجال 2012
- بطولة أوروبا لكرة اليد للرجال 2014
- الألعاب الأولمبية الصيفية 2004
- الألعاب الأولمبية الصيفية 2012

## الإنجازات
- الدوري المجري لكرة اليد:
  - الفوز: 2000، 2014
  - الميدالية الفضية: 2001
  - الميدالية البرونزية: 2002
- كأس أبطال الكؤوس الأوروبية لكرة اليد:
  - الفوز: 2012
  - النهائي: 2000
  - نصف النهائي: 2002
- كأس أوروبا لكرة اليد:
  - الفوز: 2010

## روابط خارجية
- تاماس موشاي على موقع الاتحاد الأوروبي لكرة اليد (الإنجليزية)
- تاماس موشاي على موقع أوليمبيديا (الإنجليزية)